# Projekt Nova
Projekt Nova är var ett projekt inom Polismyndigheten i Stockholms län riktat mot organiserad brottslighet. Projektet beslutades i september 2003 av dåvarande länspolismästare Carin Götblad. En lista på 149 namn på intressanta misstänkta upprättades inom projektet, i syfte att särskilt koncentrera verksamheten mot dessa. Det har hävdats att polisledningen har överdrivit vilken effekt projektet haft.